# Jan Korybski
Jan Korybski (ur. 30 kwietnia 1895 w Wilnie, zm. w 1940 na Ukrainie) – kapitan administracji (piechoty) Wojska Polskiego, kawaler Orderu Virtuti Militari.

## Życiorys
Urodził się 30 kwietnia 1895 w Wilnie, w rodzinie Henryka i Petroneli z Iwaszkiewiczów. Ukończył oddział komercyjny szkoły realnej w Wilnie. W latach 1910–1914 był członkiem „Sokoła”.
10 maja 1915 został powołany do armii rosyjskiej i wcielony do Jegierskiego Pułku Lejbgwardii. 4 grudnia tego roku został skierowany do Wileńskiej Szkoły Wojskowej. 1 kwietnia 1916 został mianowany chorążym i przeniesiony do 433 Nowgorodzkiego Pułku Piechoty na stanowisko młodszego oficera kompanii. Walczył na froncie ryskim, był pięciokrotnie ranny. 8 grudnia 1916 awansował na podporucznika, a 12 maja 1917 – porucznika. W lipcu 1917 zgłosił się do Oddziału Polskiego w Odessie, a po jego rozwiązaniu (14 kwietnia 1918) wrócił do Wilna, gdzie rozpoczął działalność organizacyjną w Związku Wojskowych Polaków. Wziął udział w walkach o Wilno, a po zajęciu miasta przez bolszewików (5 stycznia 1919) uciekł do Odessy, gdzie wstąpił do 4 Dywizji Strzelców Polskich.
18 grudnia 1918 wstąpił do Wojska Polskiego. W czasie wojny z bolszewikami walczył w szeregach 3 Pułku Piechoty Legionów. Wyróżnił się dowodząc 12. kompanią w walkach pod wsią Leszczyny nad Berezyną, w nocy z 4 na 5 czerwca 1920. Po zakończeniu działań wojennych kontynuował służbę wojskową w 3 pp Leg. 3 maja 1922 został zweryfikowany w stopniu kapitana ze starszeństwem z 1 czerwca 1919 i 1842. lokatą w korpusie oficerów piechoty. Później został przeniesiony do 80 Pułku Piechoty w Słonimie, w 1927 do 50 Pułku Piechoty w Kowlu, a w marcu 1931 do 73 Pułku Piechoty w Katowicach. W marcu 1934 służył w II batalionie 73 pp detaszowanym w Oświęcimiu na stanowisku dowódcy 4. kompanii. W 1935 został przeniesiony do Powiatowej Komendy Uzupełnień Brześć na stanowisko kierownika referatu. W marcu 1939 pełnił służbę w 82 Pułku Piechoty w Brześciu na stanowisku oficera mobilizacyjnego. W tym czasie był już przeniesiony do korpusu oficerów administracji, grupa administracyjna.
Jan Korybski figuruje na tzw. Liście Ukraińskiej, czyli liście obywateli polskich zamordowanych na terytorium ówczesnej Ukraińskiej Socjalistycznej Republiki Radzieckiej, na podstawie decyzji Biura Politycznego WKP(b) i naczelnych władz państwowych ZSRR z 5 marca 1940.
Był żonaty, miał syna Jana Waldemara (ur. 4 marca 1927).

## Ordery i odznaczenia
- Krzyż Srebrny Orderu Wojskowego Virtuti Militari nr 729[3] – 28 lutego 1921[24][25][26][27]
- Medal Pamiątkowy za Wojnę 1918–1921[28]
- Medal Dziesięciolecia Odzyskanej Niepodległości[28]